# Nu couché (Modigliani, Turin)
Pour les articles homonymes, voir Nu couché (homonymie).
Nu couché est un tableau réalisé par le peintre italien Amedeo Modigliani en 1917-1918 à Paris, en France. Cette huile sur toile est un nu qui représente une femme brune allongée sur son côté gauche dans un canapé rouge, les mains jointes près de son visage. Autrefois la propriété du marchand d'art Paul Guillaume, l'œuvre est conservée depuis 2002 à la pinacothèque Agnelli de Turin, en Italie.